# Кларк (округ, Кентуккі)
Шаблон:StateAbbr_ 37°58′ пн. ш. 84°09′ зх. д. / 37.97° пн. ш. 84.15° зх. д.
Округ  Кларк (англ. Clark County) — округ (графство) у штаті  Кентуккі, США. Ідентифікатор округу 21049.

## Історія
Округ утворений 1792 року.

## Демографія
За даними перепису 
2000 року 
загальне населення округу становило 33144 осіб, зокрема міського населення було 22265, а сільського — 10879.
Серед мешканців округу чоловіків було 16025, а жінок — 17119. В окрузі було 13015 домогосподарств, 9548 родин, які мешкали в 13749 будинках.
Середній розмір родини становив 2,95.
Віковий розподіл населення поданий у таблиці:
| Стать    | До 15 років | 15-21 | 22-29 | 30-39 | 40-49 | 50-65 | 65-85 | Понад 85 |
| -------- | ----------- | ----- | ----- | ----- | ----- | ----- | ----- | -------- |
| Чоловіки | 3498        | 1455  | 1696  | 2479  | 2483  | 2733  | 1574  | 107      |
| Жінки    | 3281        | 1489  | 1757  | 2618  | 2613  | 2917  | 2140  | 304      |

## Суміжні округи
- Бурбон — північ
- Монтгомері — північний схід
- Повелл — південний схід
- Естілл — південний схід
- Медісон — південний захід
- Файєтт — північний захід

## Виноски
1. ↑  U.S. Decennial Census. United States Census Bureau. Архів оригіналу за 26 квітня 2015. Процитовано 13 серпня 2014.
2. ↑  Historical Census Browser. University of Virginia Library. Архів оригіналу за 26 Грудня 2013. Процитовано 13 серпня 2014.
3. ↑  Population of Counties by Decennial Census: 1900 to 1990. United States Census Bureau. Архів оригіналу за 13 Жовтня 2014. Процитовано 13 серпня 2014.
4. ↑  Census 2000 PHC-T-4. Ranking Tables for Counties: 1990 and 2000 (PDF). United States Census Bureau. Архів оригіналу (PDF) за 18 Грудня 2014. Процитовано 13 серпня 2014.
5. ↑  State & County QuickFacts. United States Census Bureau. Архів оригіналу за 8 липня 2011. Процитовано 6 березня 2014.(англ.) Наведено за англійською вікіпедією.
6. ↑  American FactFinder. Бюро перепису населення США. Архів оригіналу за 29 липня 2011. Процитовано 31 січня 2008.

| США | Це незавершена стаття з географії США. Ви можете допомогти проєкту, виправивши або дописавши її. |